# The Heart of Everything
The Heart Of Everything är den nederländska gruppen Within Temptations fjärde studioalbum, utgivet den 9 mars 2007. Alla låtarna på detta albumet är skrivna av Sharon den Adel och Robert Westerholt.

## Låtlista
1. The Howling - 5:33
2. What Have You Done med Keith Caputo - 5:13
3. Frozen - 4:28
4. Our Solemn Hour - 4:17
5. The Heart Of Everything - 5:35
6. Hand Of Sorrow - 5:36
7. The Cross - 4:51
8. Final Destination - 4:43
9. All I Need - 4:51
10. The Truth Beneath The Rose - 7:05
11. Forgiven - 4:54
12. What Have You Done (Rock Mix) med Keith Caputo (bonusspår på digipack- och Special Edition-utgåvan) - 3:52
13. What Have You Done (Acoustic) (bonusspår på Special Edition-utgåvan) - 4:11
14. Ice Queen (Acoustic) (bonusspår på Special Edition-utgåvan) - 4:32
15. Stand My Ground (Acoustic) (bonusspår på Special Edition-utgåvan) - 3:49

## Singlar
- What Have You Done med Keith Caputo
- Frozen
- The Howling
- All I Need
- Forgiven

## Medverkande
- Sharon den Adel - sång
- Robert Westerholt - gitarr
- Martijn Spierenburg - klaviatur
- Jeroen van Veen - elbas
- Ruud Jolie - gitarr
- Stephen van Haestregt - trummor